# Rudolf Credner
Rudolf Credner, född 27 november 1850 i Gotha, död 6 juni 1908 i Greifswald, var en tysk geograf. Han var son till Heinrich Credner, bror till Hermann Credner och far till Wilhelm Credner.
Credner blev 1878 privatdocent i Halle an der Saale, 1881 extra ordinarie och 1891 ordinarie professor i geografi vid Greifswalds universitet. Under vidsträckta studieresor ägnade han sig åt den fysiska geografin, särskilt beträffande Nordtyskland och östersjöområdet. Credner invaldes 1882 som ledamot i Leopoldina. Samma år stiftade han i Greifswald Die geographische Gesellschaft, vars "Jahresberichte" han redigerade till sin död.